# Jana Bittó Cigániková
Jana Bittó Cigániková (* 15. září 1983 Bratislava) je slovenská politička a podnikatelka, od března 2016 poslankyně Národní rady Slovenské republiky, od roku 2012 členka a také bývalá místopředsedkyně strany SaS.

## Životopis
Narodila se v roce 1983 v Bratislavě.

### Studium
V roce 1995 nastoupila studium na Gymnáziu Federica Garcíu Lorcu, kde setrvala do roku 2000. Od roku 2000 studovala na ZSŠD Pavloviča, kde v roce 2004 složila maturitní zkoušku s vyznamenáním. V roce 2009 zahájila studium na Vysoké škola ekonómie a manažmentu v Bratislavě, které dokončila v roce 2014. V letech 2016 až 2018 studovala Central European Management Institute v Praze, v roce 2022 začala studovat na Slovenské zdravotnické univerzitě.
Účastnila se několika stáží v nemocnicích a na univerzitách, v roce 2018 v Michalovcích, Banské Bystrici a Bratislavě, v roce 2019 pak opět v Bratislavě a v roce 2021 v Groningenu.

### Kariéra
V roce 2004 odešla pracovat do Irska, kde setrvala do roku 2006. V letech 2007 až 2008 pracovala v neziskové organizaci Slovenská legálna metrológia, od roku 2008 do roku 2009 pak působila v Tatra Bance jako bankovní poradkyně. V letech 2009 až 2016 byla OSVČ, když byla ředitelkou a jednatelkou společnosti Centrum Happy. V roce 2016 se začala plně věnovat politice.
Hovoří plynně anglicky, částečně také španělsky. Je vdaná a má dva syny.

## Politické působení
V roce 2012 se stala členkou SaS. V roce 2013 byla v krajských volbách v roce 2013 zvolena poslankyní Bratislavského kraje, kterým byla do roku 2017. V parlamentních volbách v roce 2016 byla zvolena poslankyní Národní rady, kde působila jako členka výboru pro zdravotnictví. Mandát poté obhájila i v parlamentních volbách v roce 2020, po nichž se zároveň stala předsedkyní tohoto výboru, v listopadu 2022 byla ale z funkce odvolána. Mandát poslankyně obhájila i v parlamentních volbách v roce 2023. V roce 2024 kandidovala ve volbách do Evropského parlamentu.
V září 2022 se na koncertě Majka Spirita v Bratislavě dostala do fyzické potyčky s poslankyní SNS Romanou Tabák. Obě poslankyně na sebe navzájem po incidentu podaly trestní oznámení. V květnu 2023 kritizovala Roberta Fica kvůli jeho slovním útokům na slovenskou prezidentku Zuzanu Čaputovou. V rozhovoru pro portál Startitup v červenci 2024 uvedla, že si Slováci opakovaně volí do parlamentu blbce. Dlouhodobě kritizuje bývalého premiéra a předsedu strany OLaNO Igora Matoviče. V říjnu 2023 proti němu podala žalobu. V evropských volbách v roce 2024 kandidovala na 4. místě kandidátní listiny SaS, ale nebyla zvolena. Strana totiž získala 4,92 % a žádný mandát.
Je jednou z nejvýraznějších liberálních političek na Slovensku a jednou z nejznámějších představitelek strany SaS. Působila také jako místopředsedkyně strany, v červenci 2024 však na funkci rezignovala. Svůj krok odůvodnila tím, že je ze slovenské politiky znechucena.